# Rikard, earl av Cambridge
Rikard av Conisburgh, född omkring1375, död 5 augusti 1415, 3:e earl av Cambridge, var Edmund av Langleys yngre son, och därmed kung Edvard III:s sonson. 
Han föddes på Conisburgh Castle i Yorkshire. Han gifte sig med Anne Mortimer 1406. Även hon var en ättling till Edvard III, genom dennes son Lionel av Antwerpen. Det var genom Anne som den yorkiska fraktionen i Rosornas krig gjorde anspråk på tronen. I parets äktenskap föddes en dotter, Isabella, och en son, Rikard (sedermera Rikard Plantagenet, hertig av York).
Efter Annes död gifte han sig med Matilda Clifford. Troligtvis var det mycket kort efter giftermålet som han upptäcktes konspirera mot kung Henrik V precis innan avresan för det franska fälttåget 1415. (Hans äldre bror, Edvard av Norwich, skulle komma att dö i slaget vid Azincourt mindre än tre månader senare.) Rikard berövades alla sina titlar och egendomar och avrättades vid Southampton innan flottan satte segel.